# 二维码支付

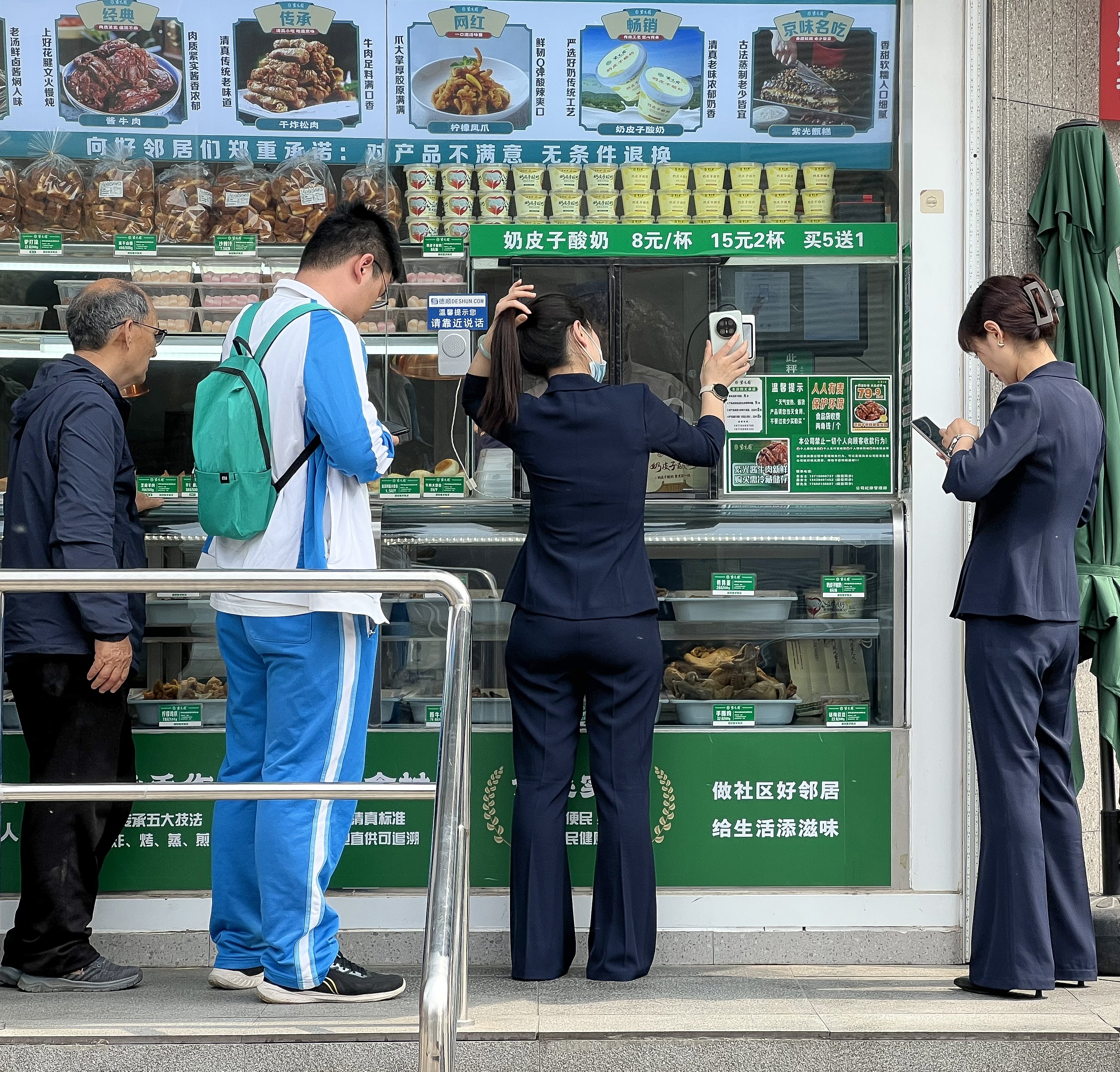
扣码（被动扫码）支付场景

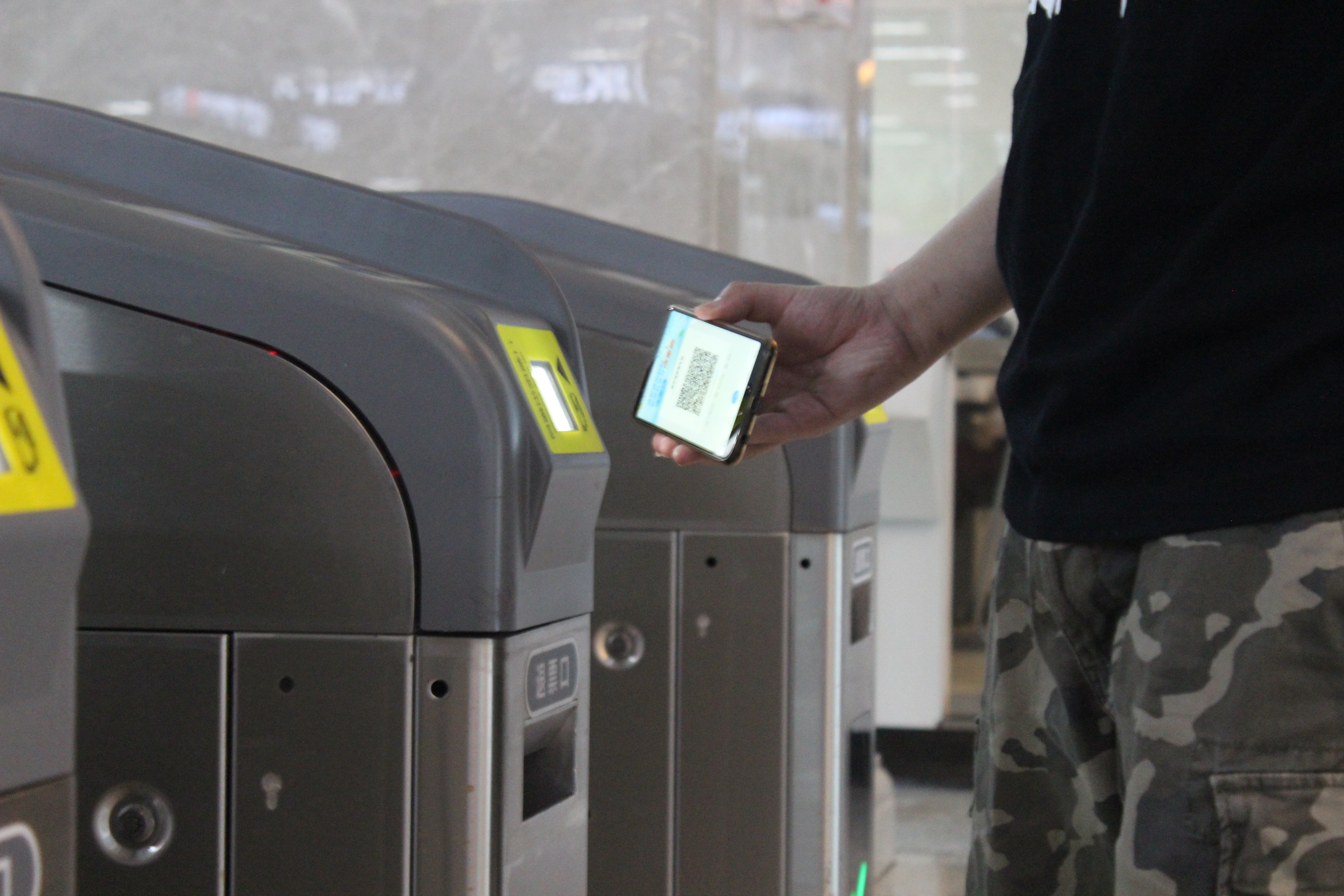
武汉地铁刷码过闸场景

二维码支付是一种非接觸式支付方式，使用移动应用扫描二维码进行支付。 这是一种替代使用支付终端进行电子资金在销售点转移的方式。 它避免了传统电子支付所涉及的大量基础设施，例如支付卡、支付网络、支付终端和商户账户。
消费者二维码支付可分为主动扫码（付款扫码）与被动扫码（收款扫码）；主动扫码为顾客用智能手机扫描商家显示的二维码，以支付购买商品的款项，然后输入所要支付的金额，最后提交。被动扫码则是商家输入金额后用POS机或其他扫码设备扫描消费者出示的支付二维码，完成交易。这是一种更加安全的无卡支付方式。